# Бултеи
Бултеи (итал. Bultei) је насеље у Италији у округу Сасари, региону Сардинија.
Према процени из 2011. у насељу је живело 1025 становника. Насеље се налази на надморској висини од 472 м.

## Становништво
| 1936. | 1951. | 1961. | 1971. | 1981. | 1991. | 2001. | 2011. |
| ----- | ----- | ----- | ----- | ----- | ----- | ----- | ----- |
| 2.493 | 2.479 | 2.363 | 1.789 | 1.621 | 1.370 | 1.206 | 1.046 |